# Roy DeMeo
Roy Albert DeMeo (né le 7 septembre 1940 à New York et mort le 10 janvier 1983 dans la même ville) était un mafieux italo-new yorkais, soldat de la famille Gambino.

## Enfance et adolescence
Il nait et grandit dans le quartier de Brooklyn à New York ; enfant gros, il est humilié par ses camarades ; son grand frère Anthony le protège alors, mais quand ce dernier meurt en Corée en 1951, Roy se retrouve seul ; il décide alors de se battre pour se faire respecter. À 16 ans il commence à travailler comme aide dans une épicerie de son quartier. Il fait les livraisons à vélo. Cela lui permet de perdre du poids. Roy travaille beaucoup et commence à gagner 100 $ par semaine. Il met cet argent de côté, puis il commence à prêter de l'argent avec intérêt à ses camarades de classe. Son usure et son travail lui font gagner beaucoup d'argent. Au lycée il roule dans une voiture de luxe.

## Le gangster
Il est surtout connu pour avoir été à la tête d'une équipe d'assassins, voleurs de voitures et trafiquants de drogue suspectés par le FBI d'entre 75 et 200 meurtres entre 1973 et 1982. Les membres de ce gang ont également acquis une certaine notoriété en raison de leur utilisation de démembrement comme une méthode d'élimination de leurs victimes. Appelée "méthode Gemini" du nom du bar de DeMeo à l'arrière duquel il tuait et dépeçait ses victimes ; la méthode consistait à tirer une balle dans la tête puis d'envelopper la tête dans une serviette afin d'éviter les éclaboussures, ensuite de planter un couteau dans le cœur pour stopper l'écoulement du sang, et enfin de suspendre le corps par les pieds au-dessus d'une baignoire pour qu'il se vide de son sang durant trois quarts d'heure pour ensuite le découper et le jeter en morceaux dans des sacs poubelle dans les décharges de la ville. 
Pendant un temps, Roy DeMeo vécut sur une propriété de front de mer sur la promenade Whitewood dans la section de Bar Harbour Parc à Massapequa dans l'État de New York. Il avait également le célèbre tueur Richard Kuklinski dans son équipe.
Mais sa chute va être tout aussi rapide que son ascension dans le milieu du crime new-yorkais. DeMeo étant dans le collimateur du FBI pour son activité de voleur de voitures et suspecté de nombreux homicides, Paul Castellano, son parrain au sein de la famille Gambino, a peur qu'il collabore avec les autorités et décide de l'éliminer. DeMeo, devenu paranoïaque, est tué en janvier 1983 vraisemblablement par son propre capo, Anthony Gaggi, celui-là même qui lui avait permis de devenir un membre à part entière de la mafia. On découvrira son corps sans vie à Brooklyn dans un coffre de voiture.